# Festival Teatro - Arlecchino d'oro
Il  Teatro - Arlecchino d'oro è un festival teatrale che si tiene dal 2006 a Mantova durante l'ultima settimana di giugno.

## Festival
Il festival deriva dal premio dell'"Arlecchino d'oro", ideato da Siro Ferrone e Umberto Artioli e attribuito a partire dal 1999 ogni anno ad un artista del mondo dello spettacolo, di rilievo internazionale, che abbia saputo valorizzare le caratteristiche della maschera di Arlecchino: creatività fantasiosa e popolare, plurilinguismo, meticciato culturale. Il nome del premio costituisce un omaggio all'attore mantovano a cui è attribuita l'invenzione della maschera di Arlecchino, Tristano Martinelli (1557-1630). La manifestazione culturale viene organizzata dalla Fondazione Mantova capitale europea dello spettacolo, la quale presenta nell'ambito del festival spettacoli teatrali, di danza e di musica che intendono riprendere in chiave moderna i grandi motivi della tradizione del Rinascimento e del Barocco. Fra i premiati: Dario Fo, Marcel Marceau, Ferruccio Soleri, Paolo Poli, Giorgio Albertazzi, Patrice Chéreau.
Nel 2006 la fondazione e il comune di Mantova inaugurarono la prima edizione del festival "Teatro -Arlecchino d'oro" ("Festival europeo del teatro di scena e urbano, svoltasi nel centro storico cittadino e nel cortile di Palazzo Te. Il 29 giugno venne premiata in questa edizione La Fura del Baus con Metamorfosis. Nell'edizione del successivo 2007 vinse il premio Enrico Bonavera con Arlecchino all'inferno e nel 2008 Meredith Monk con Cabaret concert. Nel 2009 il premio venne attribuito alla celebre coreografa Carolyn Carlson, che si presentò al pubblico con una suggestiva trasposizione coreografica degli affreschi di Giotto nella Cappella degli Scrovegni.
Nell'edizione del 2010 "Anima e corpo" fu il tema del festival; venne inserita all'interno della programmazione la rassegna teatrale e musicale Eterotopie attiva con cadenza annuale dal 2004. Il premiato fu Sandro Lombardi, che interpretò L'uomo dal fiore in bocca di Pirandello.
Questi i direttori artistici del Festival e dell'Arlecchino d'Oro.
1999: Umberto Artioli e Siro Ferrone
2000: Umberto Artioli e Siro Ferrone
2001: Roberto Tessari
2003: Paolo Bosisio
2004: Paolo Bosisio
2005: Giovanni Pasetti
2006: Giovanni Pasetti, Luigi Fusani
2007: Giovanni Pasetti, Luigi Fusani, Fabio Zanchi
2008: Giovanni Pasetti, Dario Moretti
2009: Giovanni Pasetti
2010: Giovanni Pasetti
Nel 2011, 2012, 2014 e 2015 il premio è stato conferito all'interno della stagione teatrale mantovana, con direttore artistico Riccardo Braglia.
Nel 2016 il premio è stato attribuito a Brian Eno, nel quadro delle manifestazioni per "Mantova Capitale della Cultura Italiana". Consulente artistico è Raffaele Latagliata.
Nel 2017 il premio è conferito a Massimo Ranieri. Da questa edizione il direttore artistico è Raffaele Latagliata.
Nel 2018 il premio è conferito a Natalino Balasso. Nel 2019, a vent'anni dal primo Arlecchino d'oro, il premio viene attribuito a Ennio Morricone. Nell'anno solare 2020 il premio non viene attribuito causa pandemia. Nel 2021, con dizione riferita al 2020, viene consegnato a Paolo Conte. Nel 2022 il premio viene attribuito a Giancarlo Giannini e nel 2024 a Milena Vukotic.

## Tutti i premiati dell'Arlecchino d'oro
- 1999 Dario Fo
- 2000 Marcel Marceau
- 2001 Ferruccio Soleri
- 2003 Paolo Poli
- 2004 Giorgio Albertazzi
- 2004 Patrice Chéreau
- 2005 Umberto Artioli
- 2006 La Fura dels Baus
- 2007 Enrico Bonavera
- 2008 Meredith Monk
- 2009 Carolyn Carlson
- 2010 Sandro Lombardi
- 2011 Leo Gullotta
- 2012 Donato Sartori
- 2014 Umberto Orsini
- 2014 Gabriele Lavia
- 2015 Luca Barbareschi
- 2016 Brian Eno
- 2017 Massimo Ranieri
- 2018 Natalino Balasso
- 2019 Ennio Morricone
- 2020 Paolo Conte
- 2022 Giancarlo Giannini
- 2024 Milena Vukotic